# مصطفی ریاض
مصطفی ریاض (عربی: مصطفى رياض؛ زادهٔ ۵ آوریل ۱۹۴۱) یک ورزشکار اهل مصر است.
از باشگاه‌هایی که در آن بازی کرده‌است می‌توان به تیم ملی فوتبال مصر اشاره کرد.
وی همچنین در تیم ملی فوتبال مصر بازی کرده است.